# Monacos historia
Monacos historia är beskrivningen av Monaco i det förflutna, och av det som innan statsbildningen skulle komma att bli Monaco

## Förhistoriska människorna
Monacos viktigaste punkt är den stora klippa som höjer sig över staden och det är vid den klippan som man hittar de tidigaste tecknen på mänsklig aktivitet i Monaco. Fynd som man har hittat i en grotta vid St. Martins trädgårdar och som har daterats till 300 000 år före Kristus, visar att de nomadiska människorna i området använde Monacos klippa som ett tillfälligt skydd. De första människorna som vara bofasta på klippan var en grupp som man tror hörde hemma i norra Italien. De kallade sig för ligurer och man tror att de kom ifrån den italienska staden Genua. Men språket de talade var inte släkt med det italienska språket och inte heller tillhörde de det indoeuropeiska.

## Grekisk kolonisation

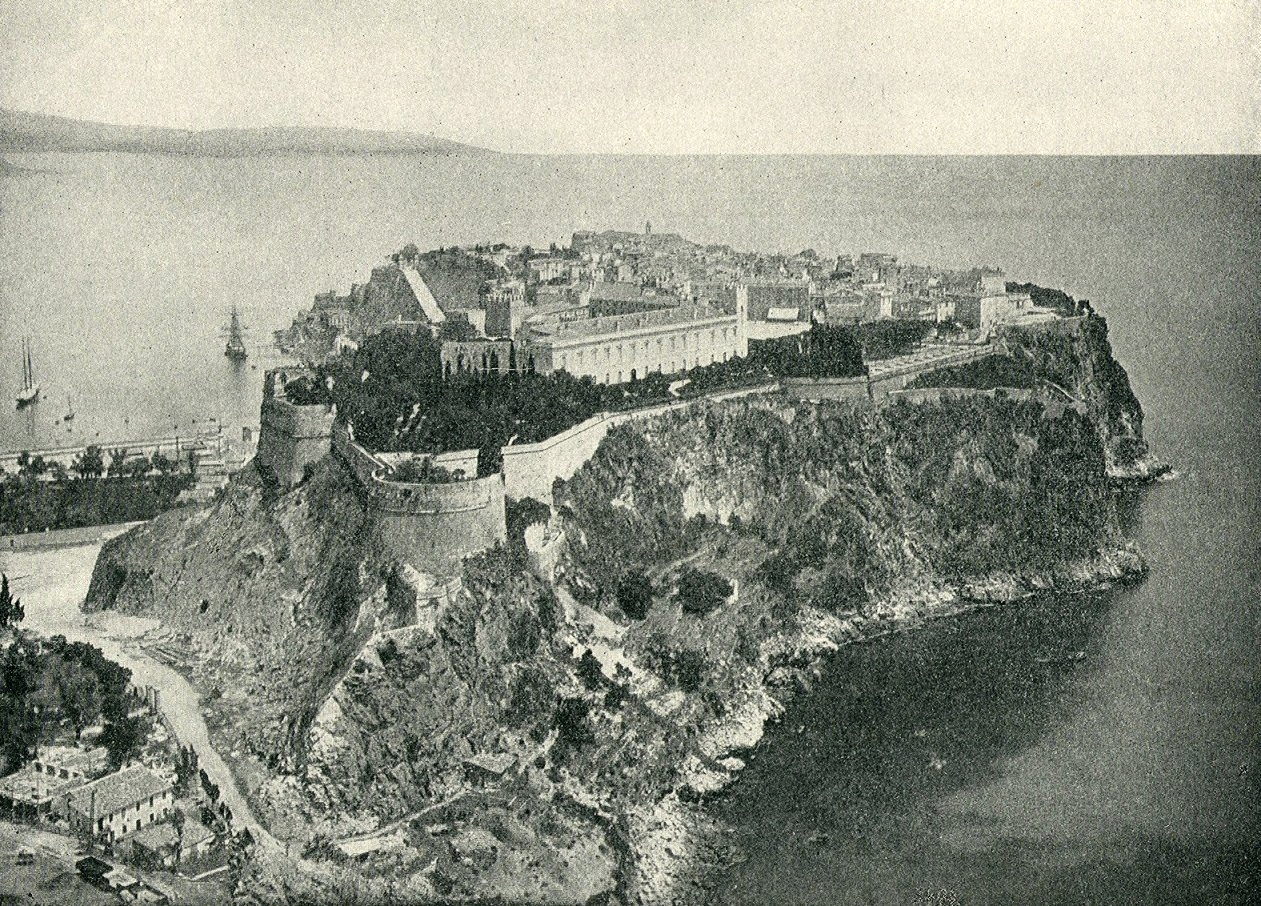
Monacos klippa år 1890.

Monaco har fått sitt namn från den närbelägna grekiska kolonin Monoikos som grundades på 500-talet f.Kr. av fenicierna. Enligt en antik myt ska Herkules ha passerat genom Monaco. Ett tempel byggdes där i hans ära, templet Herkules Monoikos (Μόνοικος betyder enskilt hus eller enskilt tempel). Man har inte lyckats hitta något tempel som tillhört Herkules, men hans namn lever kvar i den kända hamnen. Hamnen går officiellt under namnet Port Hercule.
Man kunde läsa i den katolska Encyklopedin ifrån år 1907 att: från antiken till 1800-talet efter Kristus var Monacos hamn en av de mest betydelsefulla hamnarna i Medelhavet, men att den nu har förlorat all betydelse.

## Romerskt styre
Efter romarnas krig i Gallien tjänade Monaco som en rastplats för Julius Caesar och hans armé innan de drog vidare till Grekland. Monaco hamnade under romerskt styre som en del av den romerska provinsen Gallia Transalpina.
Monaco fortsatte att tillhöra Rom ända tills den västromerska kollapsen år 476.

## Medeltiden
Efter Rom utsattes Monaco för räder och plundringar både ifrån saracener och olika stammar av barbarer. Det fortsatte ända tills år 975 då saracenerna fördrevs, men vid den tidpunkten var Monaco i princip avfolkat. Det var Ligurerna som befolkade Monaco igen efter alla plundringar. 
År 1191 gavs Monaco och området till den italienska staden Genua till ghibellinerna och den 10 juni år 1215 börjades, det under ledning av Fulco del Cassello, bygga den borg på Monacos klippa. Borgen byggdes för att bli en starkt fäste och ett militärt centrum i området. I takt med att bygget fortlöpte växte en bosättning upp vid foten av klippan för de byggnadsarbetare och för de människor som civilt skulle arbeta i borgen. För att locka arbetare till den nya byn blev de erbjuda land och skatteförmåner.
10 juni 1215 brukar betraktas som början på Monacos moderna historia.

## Släkten Grimaldi

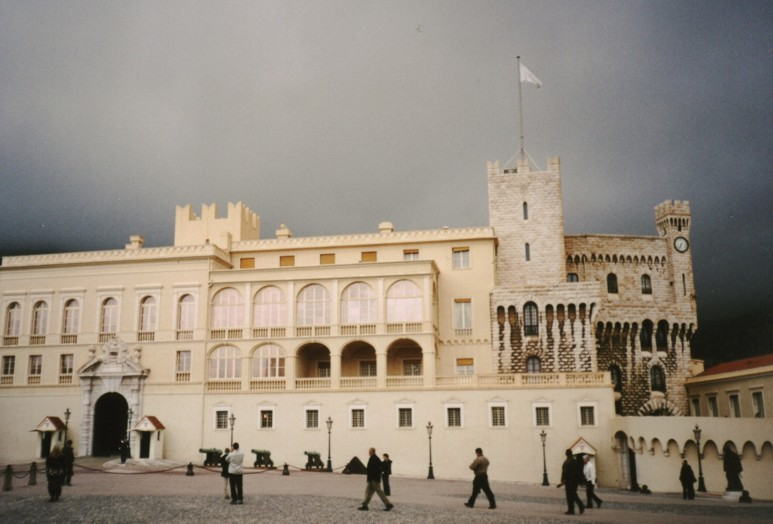
Det kungliga palatset i Monaco.

Släkten Grimaldi är ättlingar till Otto Canella, som tillhörde en gammal och prominent familj ifrån Genoa. Eftersom de var Ghibelliner och vid den här tidpunkten var det motsättningar mellan Ghibellinerna och Guelfer i Genoa tog familjen och flera andra prominenta familjer sin tillflykt till Monaco. Det var Otto Canellas son Grimaldo som har givit sitt namn åt släkten Grimaldi.
Francesco Grimaldi intog klippborgen år 1297 och borgen och området har sedan dess varit under familjen Grimaldis kontroll, utom under en liten period mellan 1793 till 17 maj 1814. Efter att Napoleon I hade besegrats, beslöt kongressen i Wien 1815, att Monaco skulle bli ett protektorat till det sardinska kungariket. Monacos självständighet blev återupprättat år 1861 under det fransk-monegaskiska avtalet. Avtalet sa att prinsen av Monaco var härskare över Monaco.

## 1800- och 1900-talen
Under 1800- och 1900-talen blomstrade Monacos ekonomi genom att det byggdes en järnvägslänk till Frankrike och att det berömda kasinot, vilket är den lokal som kommit att ge namnet kasino åt andra spellokaler, Kasinot i Monte Carlo, öppnades år 1863. Det innehades från 1866 av ett bolag, som årligen avlade en avgift till staten. Under lång tid var Monacoborna helt skattebefriade huvuddelen av furstendömets inkomster kom från kasinot.
I juli 1918, skrevs ett avtal mellan Monaco och Frankrike som sa att Frankrike skulle erbjuda Monaco militär hjälp om så behövdes och att Monaco skulle arbeta i linje med Frankrikes politik, militär och ekonomi.

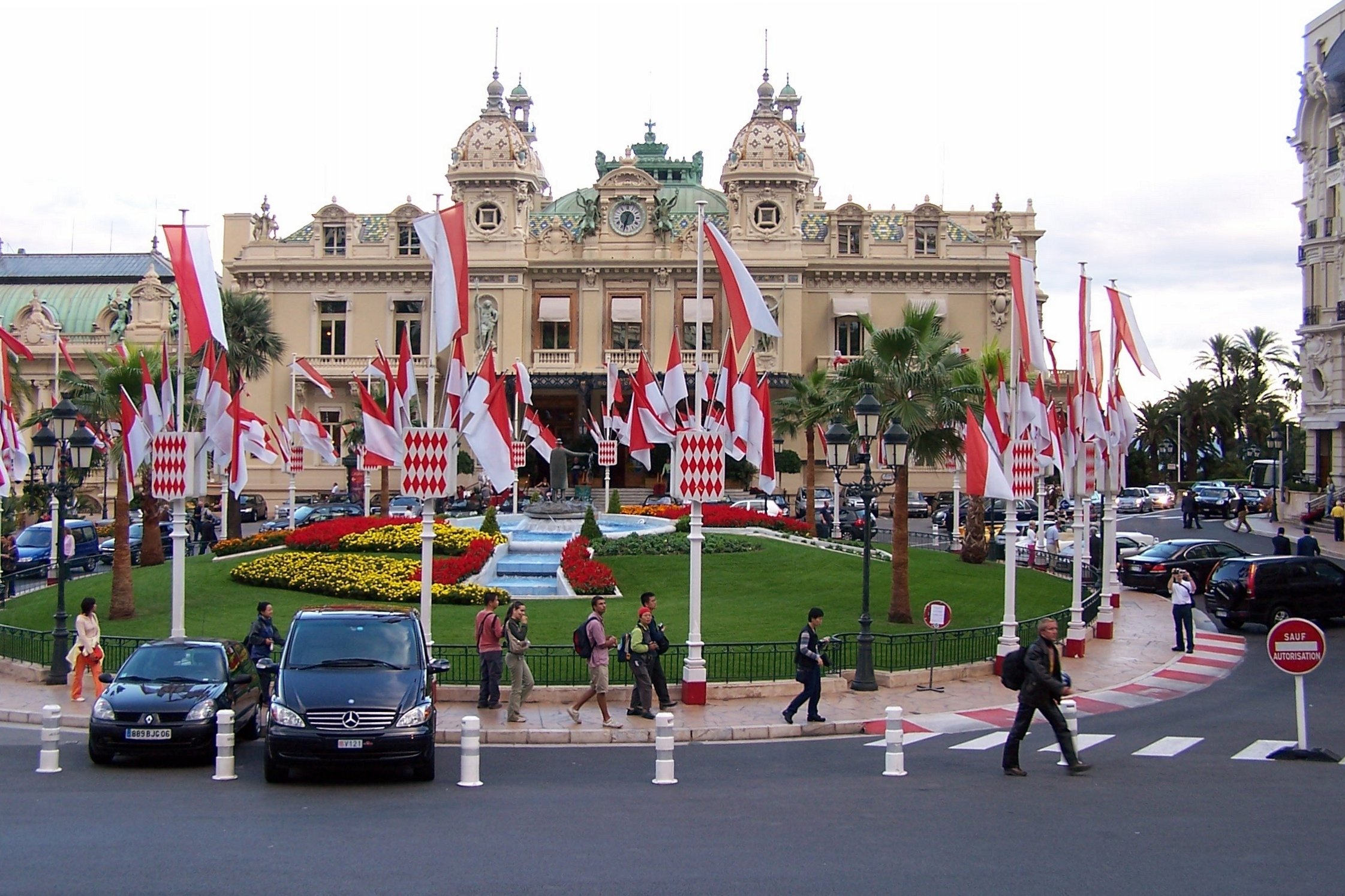
Kasinot i Monte Carlo.

Fastän fursten av Monaco, Louis II, som sympatiserade med Frankrike, försökte hålla Monaco neutralt under andra världskriget, så blev hans försök saboterat av många av Monacos invånare. Många av dem härstammade ifrån Italien och de hade sympatier med Italiens Benito Mussolini.
1943 invaderade den italienska armén Monaco och de satte upp en fascistisk regering. Efter det att Mussolini störtats i Italien blev Monaco ockuperat av tyska armén som började deportera den judiska delen av Monacos befolkning till tyskarnas koncentrationsläger. 
På hemlig order av furst Louis II började polisen i Monaco, ofta med stor personlig risk, att varna människor i förväg när Gestapo planerade att arrestera någon. Monaco blev fritt när de tyska trupperna drogs tillbaka.
1962 ändrades Monacos lagar och det blev tillåtet för kvinnor att rösta, dödsstraffet avskaffades, en högsta domstol inrättas för att säkra grundläggande rättigheterna. 1993 blev Monaco medlem av Förenta nationerna med fullständig rösträtt.
2002 blev ett nytt avtal mellan Frankrike och Monaco undertecknat. Det säger att om det inte finns någon arvtagare till Monacos tron ska landet inte bli infogat till Frankrike utan Monaco ska fortsätta att vara självständigt och att Frankrike fortfarande har ansvaret för Monacos militära försvar.